# Espace urbain de Bourges-Châteauroux
L'espace urbain de Bourges-Châteauroux est situé en plein centre géographique de la France métropolitaine à cheval sur les départements du Cher, de l'Indre et du Loir-et-Cher. 
Il est principalement composé des six aires urbaines suivantes :
- aire urbaine de Bourges (environ 135 000 habitants) ;
- aire urbaine de Châteauroux (environ 93 000 habitants) ;
- aire urbaine d'Issoudun (environ 18 000 habitants) ;
- aire urbaine de Vierzon (environ 39 000 habitants) ;
- aire urbaine de Saint-Amand-Montrond (environ 20 000 habitants) ;
- aire urbaine de Romorantin-Lanthenay (environ 28 000 habitants).

Aussi on peut ajouter Mehun-sur-Yèvre, comptant environ 6 500 habitants et d'autres petites villes non comptabilisées dans les aires urbaines.
Cet espace urbain compte environ 340 000 habitants dans approximativement 4 600 km2 (74 habitants au kilomètre carré).